# Parafia św. Anny w Barczewie
Parafia Świętej Anny w Barczewie – rzymskokatolicka parafia w Barczewie, należącym do archidiecezji warmińskiej i dekanatu Barczewo.
Została utworzona w XIV wieku. Kościół parafialny gotycki z XIV wieku, przebudowany po pożarach w XVI i XVII wieku oraz pod koniec XVIII wieku, rozbudowany w 1894. Mieści się przy ulicy Nowowiejskiego.